# Каннаполіс (Північна Кароліна)
Каннаполіс (англ. Kannapolis) — місто (англ. city) в США, в округах Каберрус і Ровен штату Північна Кароліна. Населення — 53 114 особи (2020), що робить його двадцятим за величиною містом в Північній Кароліні. Розташоване на північний захід від Конкорда і на північний схід від Шарлотта.

## Географія
Каннаполіс розташований за координатами 35°28′36″ пн. ш. 80°38′19″ зх. д. / 35.47667° пн. ш. 80.63861° зх. д. (35.476580, -80.638600).  За даними Бюро перепису населення США в 2010 році місто мало площу 84,18 км², з яких 82,72 км² — суходіл та 1,46 км² — водойми.

## Демографія
Згідно з переписом 2010 року, у місті мешкало 42 625 осіб у 16 375 домогосподарствах у складі 11 181 родини. Густота населення становила 506 осіб/км².  Було 18645 помешкань (221/км²).
Расовий склад населення:
| - 68,5 % — білих - 20,3 % — чорних або афроамериканців - 1,1 % — азіатів - 0,3 % — корінних американців - 7,2 % — осіб інших рас |

До двох чи більше рас належало 2,4 %. Частка іспаномовних становила 12,1 % від усіх жителів.
За віковим діапазоном населення розподілялося таким чином: 26,8 % — особи молодші 18 років, 60,1 % — особи у віці 18—64 років, 13,1 % — особи у віці 65 років та старші. Медіана віку мешканця становила 35,6 року. На 100 осіб жіночої статі у місті припадало 92,0 чоловіків;  на 100 жінок у віці від 18 років та старших — 87,6 чоловіків також старших 18 років.
Середній дохід на одне домашнє господарство  становив 56 706 доларів США (медіана — 42 854), а середній дохід на одну сім'ю — 66 878 доларів (медіана — 51 725). Медіана доходів становила 41 024 долари для чоловіків та 34 800 доларів для жінок. За межею бідності перебувало 17,6 % осіб, у тому числі 24,5 % дітей у віці до 18 років та 9,0 % осіб у віці 65 років та старших.
Цивільне працевлаштоване населення становило 20 037 осіб. Основні галузі зайнятості: освіта, охорона здоров'я та соціальна допомога — 23,5 %, роздрібна торгівля — 13,1 %, мистецтво, розваги та відпочинок — 10,9 %, виробництво — 10,1 %.